# Persone di nome António
| Questa pagina contiene informazioni ricavate automaticamente dalle voci biografiche con l'ausilio del template Bio e di un bot. L'aggiornamento è periodico e automatico e ricostruisce completamente la pagina. Se manca una persona in questa lista, sei pregato di non aggiungerla, ma accertati piuttosto che la sua voce biografica contenga il template Bio e che i dati anagrafici siano correttamente compilati. Se il template Bio manca, inseriscilo tu stesso o, in alternativa, metti l'avviso {{tmp\|Bio}} che ne segnala la mancanza. Se i dati riportati sono sbagliati, correggi direttamente la voce biografica; le modifiche saranno visibili in questa lista entro pochi giorni. Per chiarimenti vedi il progetto antroponimi. La lista contiene solo le 141 persone che sono citate nell'enciclopedia e per le quali è stato implementato correttamente il template Bio. Pagina aggiornata al 16 ott 2024. |

Questa è una lista di persone presenti nell'enciclopedia che hanno il prenome António, suddivise per attività principale.

## Allenatori di calcio(16)
- António Amaral, allenatore di calcio e ex calciatore portoghese (Lisbona, n. 1955)
- António André, allenatore di calcio e ex calciatore portoghese (Vila do Conde, n. 1957)
- António José Conceição Oliveira, allenatore di calcio e ex calciatore portoghese (Anadia, n. 1946)
- Toni Conceição, allenatore di calcio e ex calciatore portoghese (Braga, n. 1961)
- António Feliciano, allenatore di calcio e calciatore portoghese (n. 1922 - † 2010)
- António Folha, allenatore di calcio e ex calciatore portoghese (Vila Nova de Gaia, n. 1971)
- António Fonseca, allenatore di calcio e ex calciatore portoghese (Lisbona, n. 1965)
- António Frasco, allenatore di calcio e ex calciatore portoghese (Leça da Palmeira, n. 1955)
- Filipe Gouveia, allenatore di calcio e ex calciatore portoghese (Porto, n. 1973)
- Miguel Leal, allenatore di calcio portoghese (Marco de Canaveses, n. 1965)
- António Morais, allenatore di calcio e calciatore portoghese (Vila Nova de Gaia, n. 1934 - Ourique, † 1989)
- António de Oliveira Caetano, allenatore di calcio e ex calciatore portoghese (Escapães, n. 1966)
- Jorge Simão, allenatore di calcio e ex calciatore portoghese (Pampilhosa da Serra, n. 1976)
- António Sousa, allenatore di calcio e ex calciatore portoghese (São João da Madeira, n. 1957)
- António Veloso, allenatore di calcio e ex calciatore portoghese (São João da Madeira, n. 1957)
- António Oliveira, allenatore di calcio e ex calciatore portoghese (Lisbona, n. 1982)

## Aracnologi(1)
- António Brescovit, aracnologo brasiliano (n. 1959)

## Arbitri di calcio(1)
- António Nobre, arbitro di calcio portoghese (Caldas da Raínha, n. 1988)

## Avvocati(1)
- António Costa, avvocato e politico portoghese (Lisbona, n. 1961)

## Cantanti(1)
- António Calvário, cantante e attore portoghese (Maputo, n. 1938)

## Cantautori(1)
- António Variações, cantautore portoghese (Fiscal, n. 1944 - Lisbona, † 1984)

## Cardinali(3)
- António Mendes Bello, cardinale e patriarca cattolico portoghese (Gouveia, n. 1842 - Lisbona, † 1929)
- António Ribeiro, cardinale e patriarca cattolico portoghese (Celorico de Basto, n. 1928 - Lisbona, † 1998)
- António Augusto dos Santos Marto, cardinale e vescovo cattolico portoghese (Tronco, n. 1947)

## Cestisti(1)
- António Tavares, ex cestista portoghese (Barreiro, n. 1975)

## Chitarristi(1)
- António Chainho, chitarrista e compositore portoghese (São Francisco da Serra, n. 1938)

## Ciclisti su strada(1)
- António Morgado, ciclista su strada e pistard portoghese (Caldas da Rainha, n. 2004)

## Compositori(2)
- António Leal Moreira, compositore portoghese (Abrantes, n. 1758 - Lisbona, † 1819)
- António Teixeira, compositore portoghese (Lisbona, n. 1707 - Lisbona)

## Filosofi(2)
- António Sérgio, filosofo e politico portoghese (Daman, n. 1883 - Lisbona, † 1969)
- António Quadros, filosofo e scrittore portoghese (Lisbona, n. 1923 - Lisbona, † 1993)

## Generali(3)
- António Óscar Carmona, generale e politico portoghese (Lisbona, n. 1869 - Lisbona, † 1951)
- António Luís de Sousa, generale portoghese (n. 1644 - † 1721)
- António de Spínola, generale e politico portoghese (Estremoz, n. 1910 - Lisbona, † 1996)

## Gesuiti(1)
- António Vieira, gesuita, missionario e scrittore portoghese (Lisbona, n. 1608 - Salvador, † 1697)

## Giornalisti(1)
- António Mega Ferreira, giornalista e scrittore portoghese (Lisbona, n. 1949 - Lisbona, † 2022)

## Hockeisti su pista(2)
- António Livramento, hockeista su pista e allenatore di hockey su pista portoghese (Évora, n. 1943 - Lisbona, † 1999)
- Miguel Rocha, ex hockeista su pista e allenatore di hockey su pista portoghese (n. 1960)

## Maratoneti(1)
- António Zeferino, ex maratoneta capoverdiano (n. 1966)

## Mezzofondisti(2)
- António Leitão, mezzofondista portoghese (Espinho, n. 1960 - Porto, † 2012)
- António Pinto, ex mezzofondista e maratoneta portoghese (Vila Garcia, n. 1966)

## Missionari(1)
- António de Andrade, missionario portoghese (Oleiros, n. 1580 - Goa, † 1634)

## Musicisti(1)
- António Zambujo, musicista e cantante portoghese (Beja, n. 1975)

## Neurologi(1)
- Antonio Damasio, neurologo, neuroscienziato e psicologo portoghese (Lisbona, n. 1944)

## Piloti automobilistici(2)
- Antonio Creus, pilota automobilistico e pilota motociclistico spagnolo (Madrid, n. 1924 - Madrid, † 1996)
- António Félix da Costa, pilota automobilistico portoghese (Lisbona, n. 1991)

## Pittori(1)
- António de Holanda, pittore e miniaturista portoghese

## Poeti(6)
- António Dinis da Cruz e Silva, poeta e magistrato portoghese (Lisbona, n. 1731 - Rio de Janeiro, † 1799)
- António Feliciano de Castilho, poeta portoghese (Lisbona, n. 1800 - Lisbona, † 1875)
- António Ferreira, poeta e drammaturgo portoghese (Lisbona, n. 1528 - Lisbona, † 1569)
- Antonio Duarte Gomes Leal, poeta portoghese (Lisbona, n. 1848 - Lisbona, † 1921)
- António Jacinto, poeta angolano (Luanda, n. 1924 - Lisbona, † 1991)
- António Ribeiro Chiado, poeta portoghese (Évora, n. 1520 - Lisbona, † 1591)

## Politici(17)
- António José de Almeida, politico portoghese (Vale da Vinha, n. 1866 - Lisbona, † 1929)
- António Maria Baptista, politico portoghese (Beja, n. 1866 - Lisbona, † 1920)
- António Bernardo da Costa Cabral, politico portoghese (Fornos de Algodres, n. 1803 - Porto, † 1889)
- Fontes Pereira de Melo, politico portoghese (Lisbona, n. 1819 - Lisbona, † 1887)
- António Ginestal Machado, politico portoghese (Almeida, n. 1873 - Santarém, † 1940)
- António Granjo, politico portoghese (Chaves, n. 1881 - Lisbona, † 1921)
- António Guterres, politico e diplomatico portoghese (Lisbona, n. 1949)
- António Mascarenhas Monteiro, politico capoverdiano (Ribeira da Barca, n. 1944 - † 2016)
- Agostinho Neto, politico e poeta angolano (Ícolo e Bengo, n. 1922 - Mosca, † 1979)
- António Ramalho Eanes, politico e generale portoghese (Alcains, n. 1935)
- António de Oliveira Salazar, politico e economista portoghese (Vimieiro, n. 1889 - Lisbona, † 1970)
- António Maria da Silva, politico portoghese (Lisbona, n. 1872 - Lisbona, † 1950)
- António Teles da Silva, politico e militare portoghese (n. 1590 - † 1650)
- António Teles de Meneses, politico e militare portoghese (n. 1600 - † 1657)
- António Vitorino, politico e giurista portoghese (Lisbona, n. 1957)
- António Bagão Félix, politico portoghese (Ílhavo, n. 1948)
- Gualberto do Rosário, politico capoverdiano (Mindelo, n. 1950)

## Principi(1)
- Antonio, priore di Crato, principe portoghese (Lisbona, n. 1531 - Parigi, † 1595)

## Psichiatri(1)
- Antonio Egas Moniz, psichiatra, politico e letterato portoghese (Avanca, n. 1874 - Lisbona, † 1955)

## Registi(2)
- António Lopes Ribeiro, regista e critico cinematografico portoghese (Lisbona, n. 1908 - Lisbona, † 1995)
- António Reis, regista, attore e poeta portoghese (Valadares Porto, n. 1927 - Valadares Porto, † 1991)

## Scacchisti(2)
- António Antunes, scacchista portoghese (Lisbona, n. 1962)
- António Fernandes, scacchista portoghese (Pampilhosa da Serra, n. 1962)

## Scrittori(4)
- Branquinho da Fonseca, scrittore portoghese (Mortágua, n. 1905 - Cascais, † 1974)
- Mia Couto, scrittore e biologo mozambicano (Beira, n. 1955)
- António Lobo Antunes, scrittore portoghese (Lisbona, n. 1942)
- António Ferro, scrittore, politico e giornalista portoghese (Lisbona, n. 1895 - Lisbona, † 1956)

## Storici(1)
- António Brandão, storico portoghese (Alcobaça, n. 1584 - † 1637)

## Triplisti(1)
- António Santos, ex triplista angolano (Luanda, n. 1964)

## Vescovi cattolici(3)
- António Francisco Jaca, vescovo cattolico angolano (Quessua, n. 1963)
- António José da Rocha Couto, vescovo cattolico portoghese (Vila Boa do Bispo, n. 1952)
- António Francisco dos Santos, vescovo cattolico portoghese (Tendais, n. 1948 - Porto, † 2017)

## Senza attività specificata(2)
- António Manoel de Vilhena,  portoghese (n. 1663 - La Valletta, † 1736)
- António I del Congo (n. 1617 - † 1665)